# یانوشیک (مجموعه تلویزیونی)
یانوشیک (لهستانی: Janosik) یک مجموعهٔ تلویزیونی لهستانی است که در سال ۱۹۷۳ ساخته و در سال ۱۹۷۴ منتشر شد. این سریال دربارهٔ یک یاغی مشهور لهستانی است که طبق افسانه‌ها، از ثروتمندان می‌دزدید و به فقرا می‌بخشید. وی سرانجام به دام سربازان اتریشی افتاد و با فروکردن یک قلاب فلزی به درون دنده‌ها و قفسهٔ سینه و آویزان کردنش، اعدام شد. شخصیت یانوشیک در این سریال را نباید با راهزن جاده‌ای افسانه‌ای یورای یانوشیک اشتباه گرفت، گرچه در خلق آن، از وی الهام گرفته شده‌است.

## گزیدهٔ بازیگران
- مارک پرپچکو
- اِوا لِمانسکا
- بوگوش بیلفسکی
- ویتولد پیرکوش
- ماریان کوچینیاک
- میچیسواف چخوویچ
- آنا دیمنا
- یژی سنوتا
- اِوا ویشنیفسکا
- یانوش کوئوشینسکی
- یژی تِـرِلا
- واتسواف کووالسکی
- بولسواف پوتنیکی
- ویسواوا کواشنیفسکا
- شیمون شورمیئی
- یانوش بوکوفسکی
- یژی تورِک
- لودویک بنوآ
- آئوگوست کوالچیک
- اِوا شیکولسکا
- زیگمونت کِـنستوویچ
- آندژی کراشیتسکی
- وویچیخ زاگورسکی
- اِوا واوژون
- میه‌چیسواف واشکوفسکی
- اِوا ژنتک
- ماریان وانچ
- زبیگنیف کوچانوویچ
- ریشارد باریچ
- ماریا ژابچینسکا